# Aetalionidae
Aetalionidae ist eine Familie der Membracoidea und wird manchmal auch „Falsche Buckelzikaden“ genannt. Die Aetalionidae sind eine relativ artenarme Familie mit ca. 40 Arten.

## Merkmale
Sie können etwa 3 bis 30 mm groß werden und sind nahe mit den „echten“ Buckelzikaden (Membracidae) verwandt. Sie haben aber kein so stark entwickeltes Pronotum wie diese. Das Scutellum ist basal konvex und hat apikal einen Kiel. Bei den Vorderbeinen sind Femur und Trochanter zusammengewachsen.

## Systematik
Die Aetalionidae werden in zwei Unterfamilien eingeteilt:
- Aetalioninae, mit den Gattungen
  - Aetalion (23 Arten) und
  - Darthula (2 Arten)
- Biturritiinae mit den Gattungen
  - Biturritia (3 Arten),
  - Lophyraspis (6 Arten)[3],
  - Mina (3 Arten) und
  - Tropidaspis (7 Arten).[4]

## Verbreitung
Die meisten Arten sind in der Neotropis verbreitet, Aetalion quadratum und Aetalion nervosopunctatum sind auch aus den USA bekannt.
Die Gattung Darthula ist aus der Orientalischen Region (China, Indien, Myanmar, Nepal) nachgewiesen.

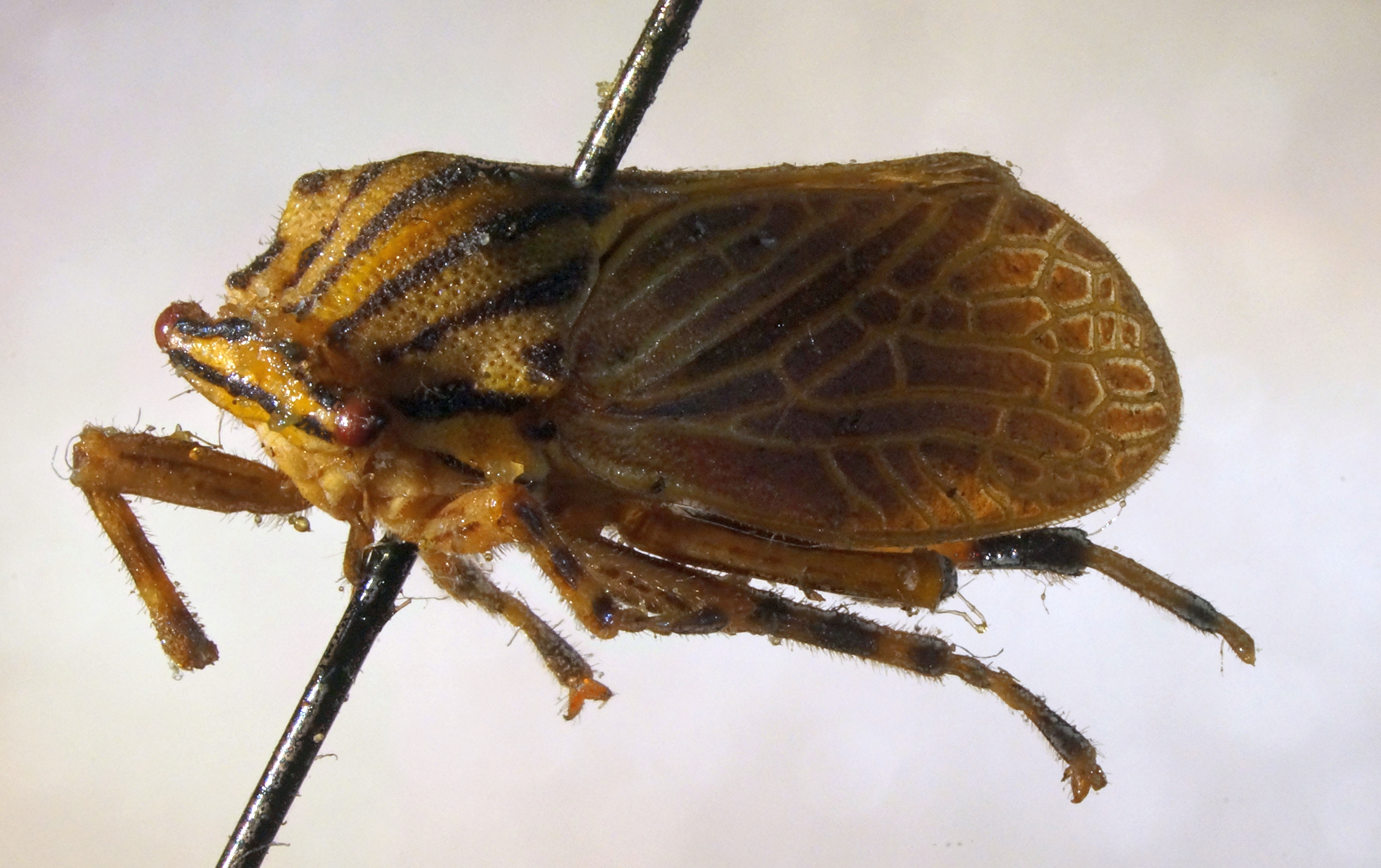
Aetalion vitticolle

## Lebensweise
Diese Zikaden kommen häufig in Gruppen vor und sie sind oft mit Ameisen vergesellschaftet. Die weit verbreitete Art Aetalion reticulatum ist schädlich auf verschiedenen tropischen Nutzpflanzen.